# Steven Wouterlood
 (février 2019).
Si vous disposez d'ouvrages ou d'articles de référence ou si vous connaissez des sites web de qualité traitant du thème abordé ici, merci de compléter l'article en donnant les références utiles à sa vérifiabilité et en les liant à la section « Notes et références ».
Steven Wouterlood, né en 1984 à Utrecht,,, est un réalisateur et scénariste néerlandais.

## Filmographie
- 2005 : Guido (court métrage)
- 2006 : Samen alleen
- 2007 : Los
- 2013 : Het Meisje aan de Overkant
- 2014 : L'exposé
- 2015 : Koningsdag
- 2016 : Superstar VR
- 2016 : Alleen op de wereld
- 2019 : Mijn bijzonder rare week met Tess (nl)